# سلوبودا توزلا
نادي سلوبودا توزلا لكرة القدم (Fudbalski Klub Sloboda Tuzla) هو نادي كرة قدم من البوسنة والهرسك، تأسس سنة 1919.